# Vrijhof

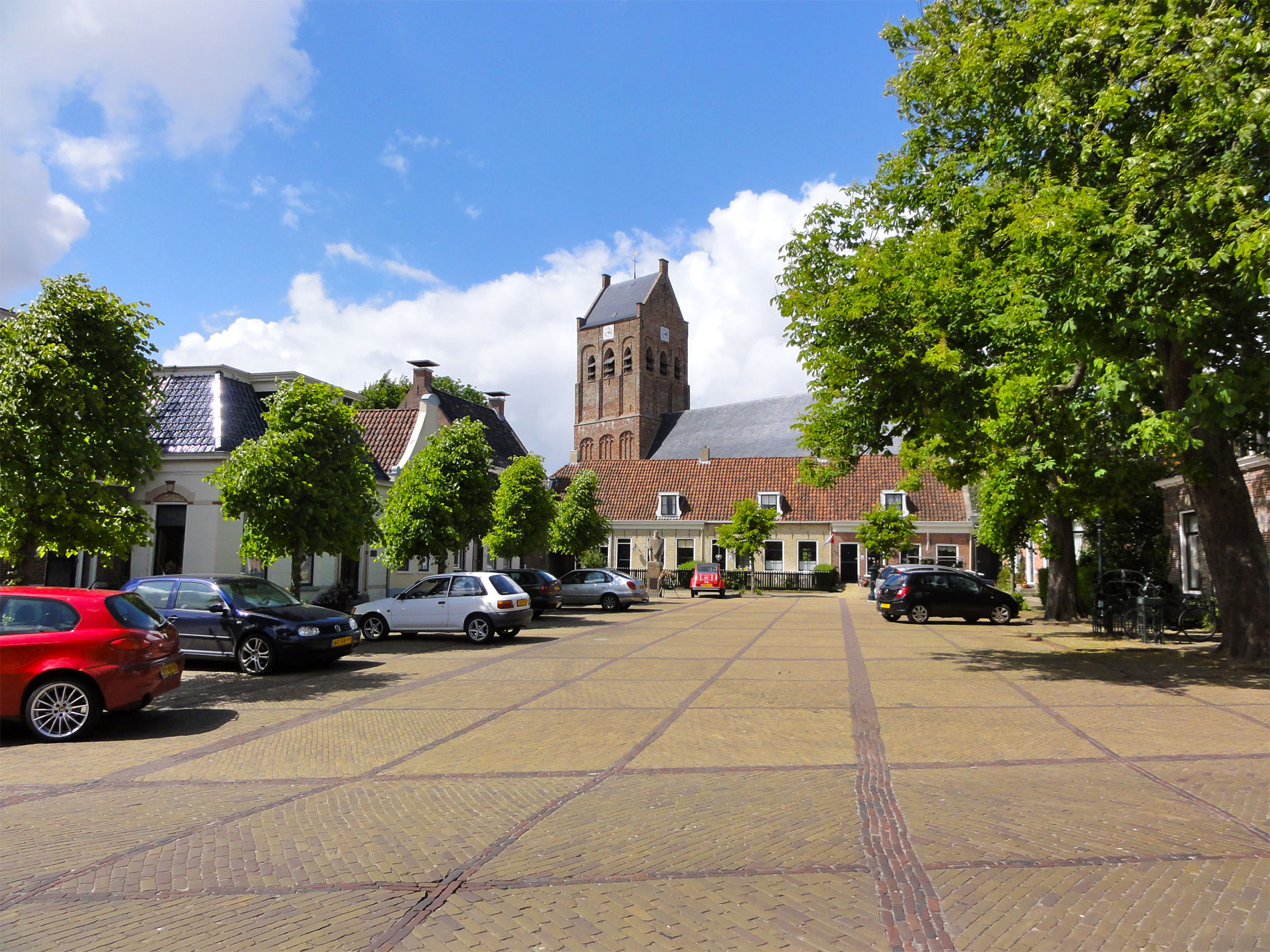
Het Vrijhof in Ferwerd anno 2011

Het Vrijhof is een plein in het centrum van de Friese plaats Ferwerd, ten zuiden van de Sint Martinuskerk.
Voor overige betekenissen zie Vrijhof (doorverwijspagina)

## Beschrijving

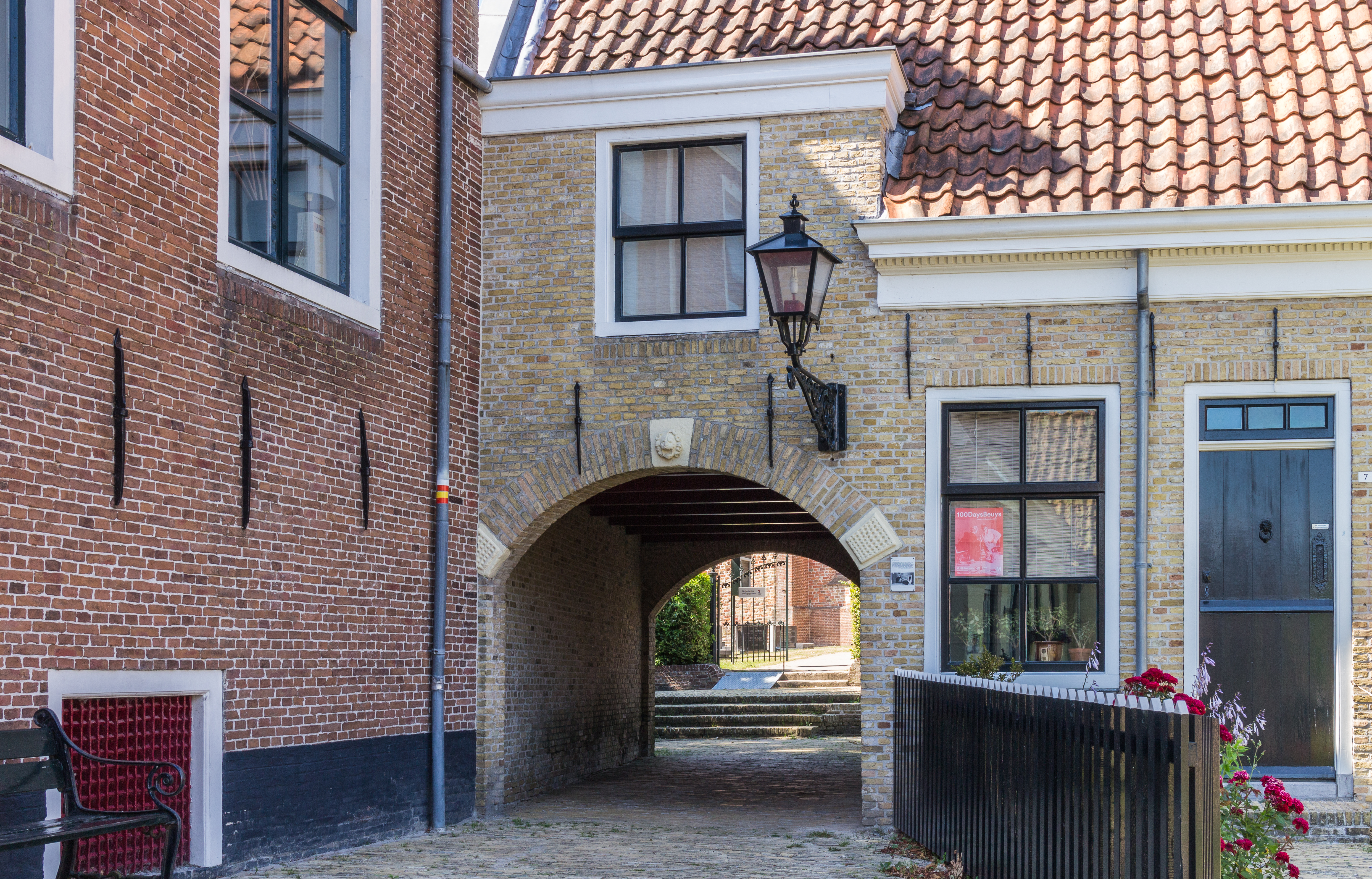
Poort

Het Vrijhof is een plein dat oorspronkelijk in het bezit was van de kerk van Ferwerd. Het is een voorhof van de kerk, dat gebruikt werd voor wereldlijke aangelegenheden. Mogelijk was dit oorspronkelijk ook een plaats waar de kerk bescherming verleende, een vrijthof of vrijplaats. Het plein ligt in het centrum van het dorp en is aan drie kanten bebouwd. Aan het plein staat een aantal monumentale panden, zoals It Skuonmakkershûs, het voormalige pastoorshuis, de Poartewente, de Polysjewente en It Winkeltsje. Aan de linkerzijde bevond zich de pastorie (het voormalige pastoorshuis) en aan de rechterzijde het Praebendariushuis, een woning voor priesters. De pastorie werd in de 18e eeuw het Grietenijhuis (het gemeentehuis) van Ferwerderadeel en fungeerde tevens als Rechthuis. Aan het plein woonden diverse vooraanstaande inwoners, zoals de notaris en de chirurgijn. Ook de advocaat bij het Hof van Friesland en secretaris van Ferwerderadeel Jan Albarda en de letterkundige Eeltsje Boates Folkertsma hebben aan het Vrijhof gewoond. Gerard Heymans, de latere hoogleraar aan de Rijksuniversiteit Groningen werd in een pand aan het Vrijhof geboren.
Het plein deed dienst voor diverse manifestaties in Ferwerd. Op het plein staat ook het oorlogsmonument As it nedich is gemaakt door de beeldhouwer Jan van Luijn. Voor veel inwoners was het plein ook het toneel van hun laatste tocht naar het kerkhof, door de poort aan de noordwestelijke zijde, die naar kerk en kerkhof leidt.
Het plein is erkend als rijksmonument.

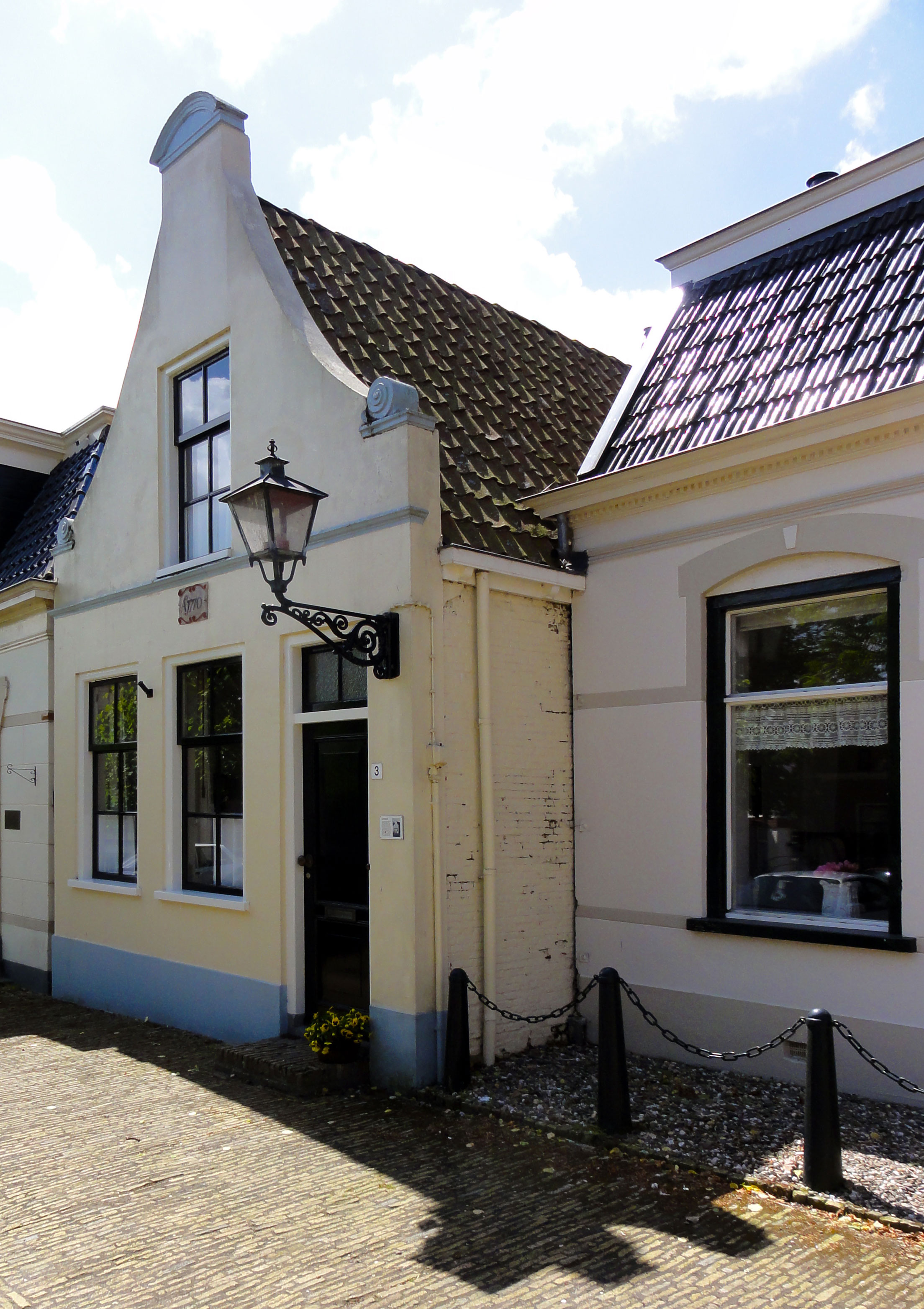
It Skuonmakkershûs
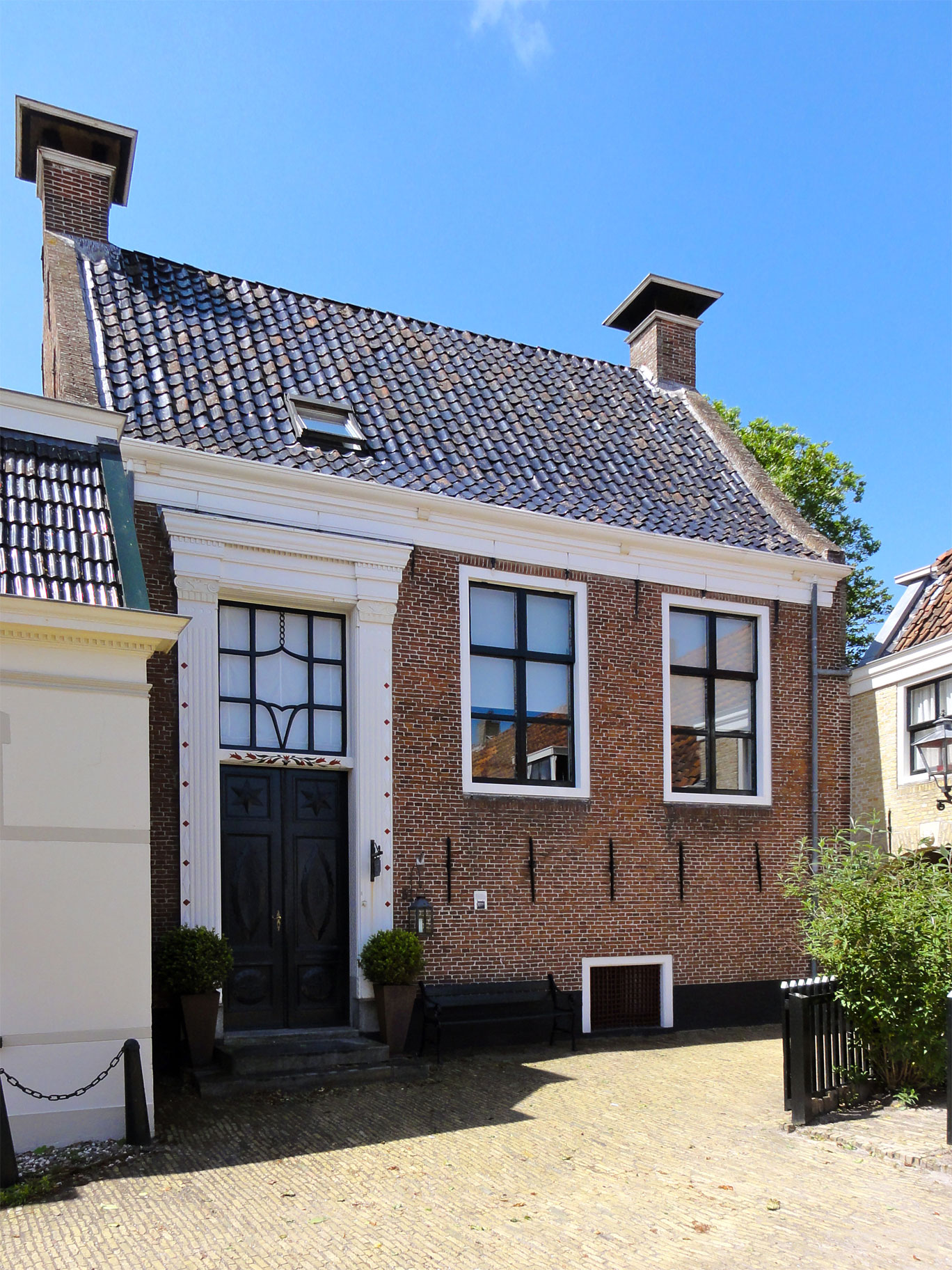
Pastoorshuis
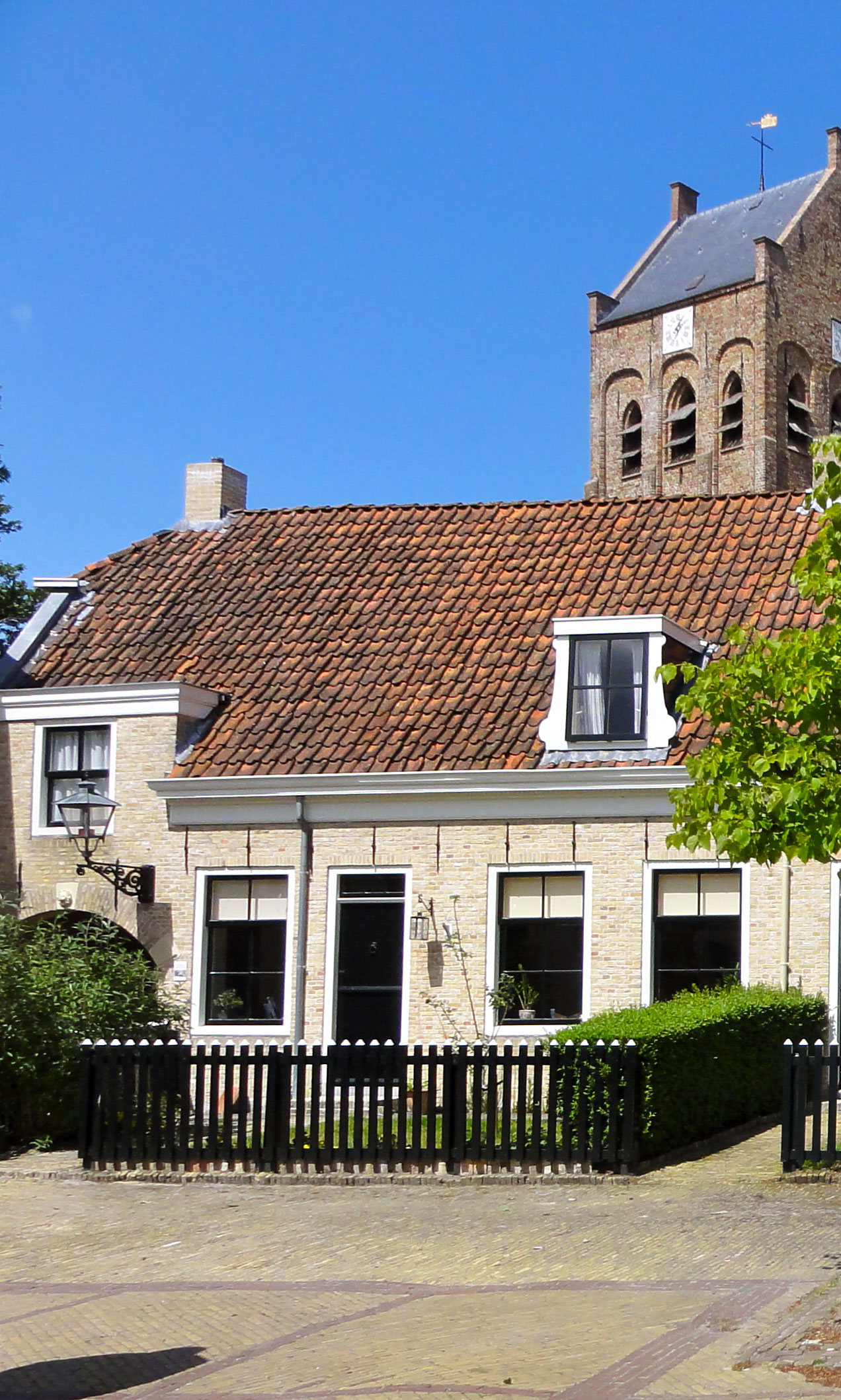
Poartewente
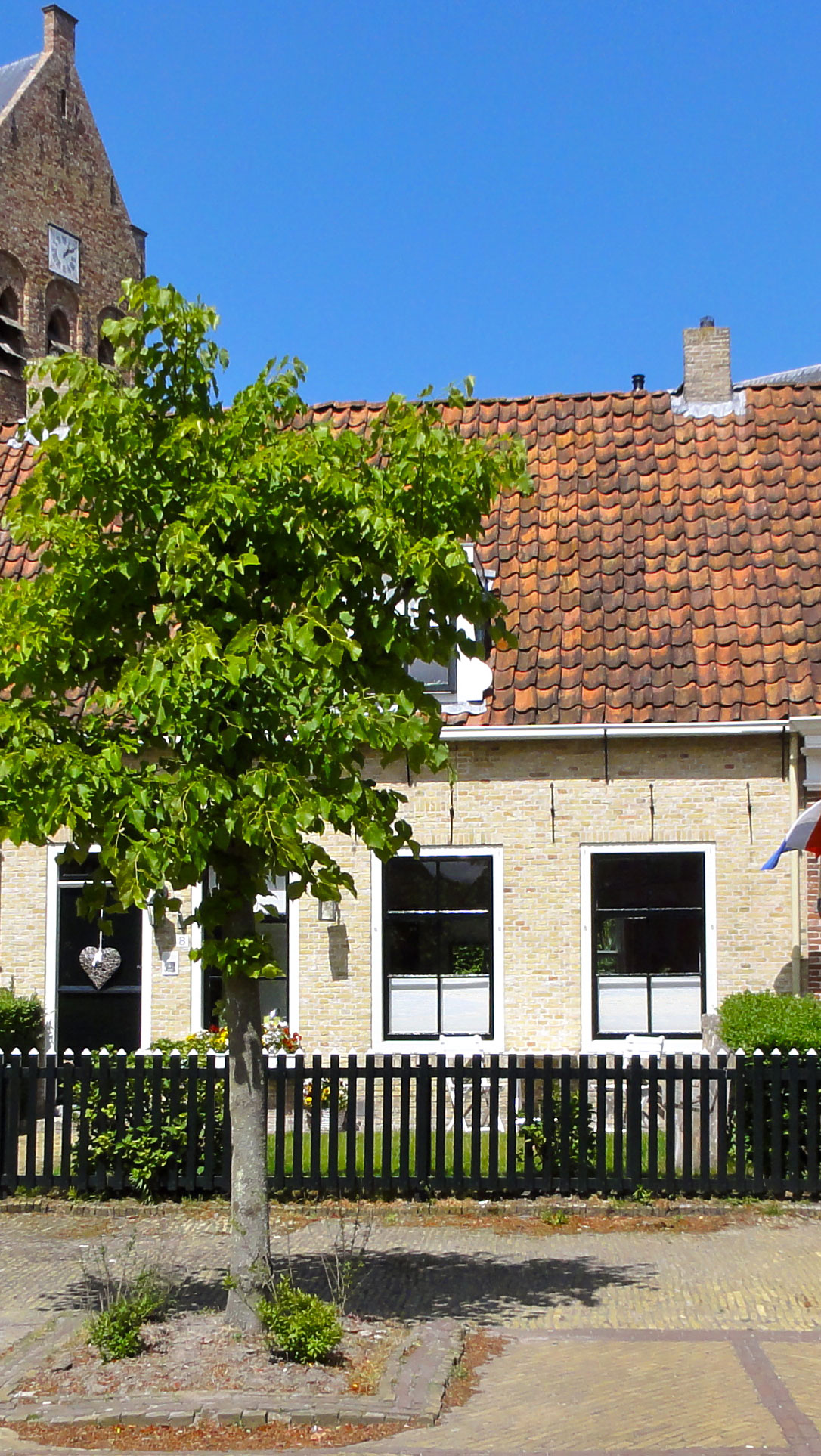
Polysjewente
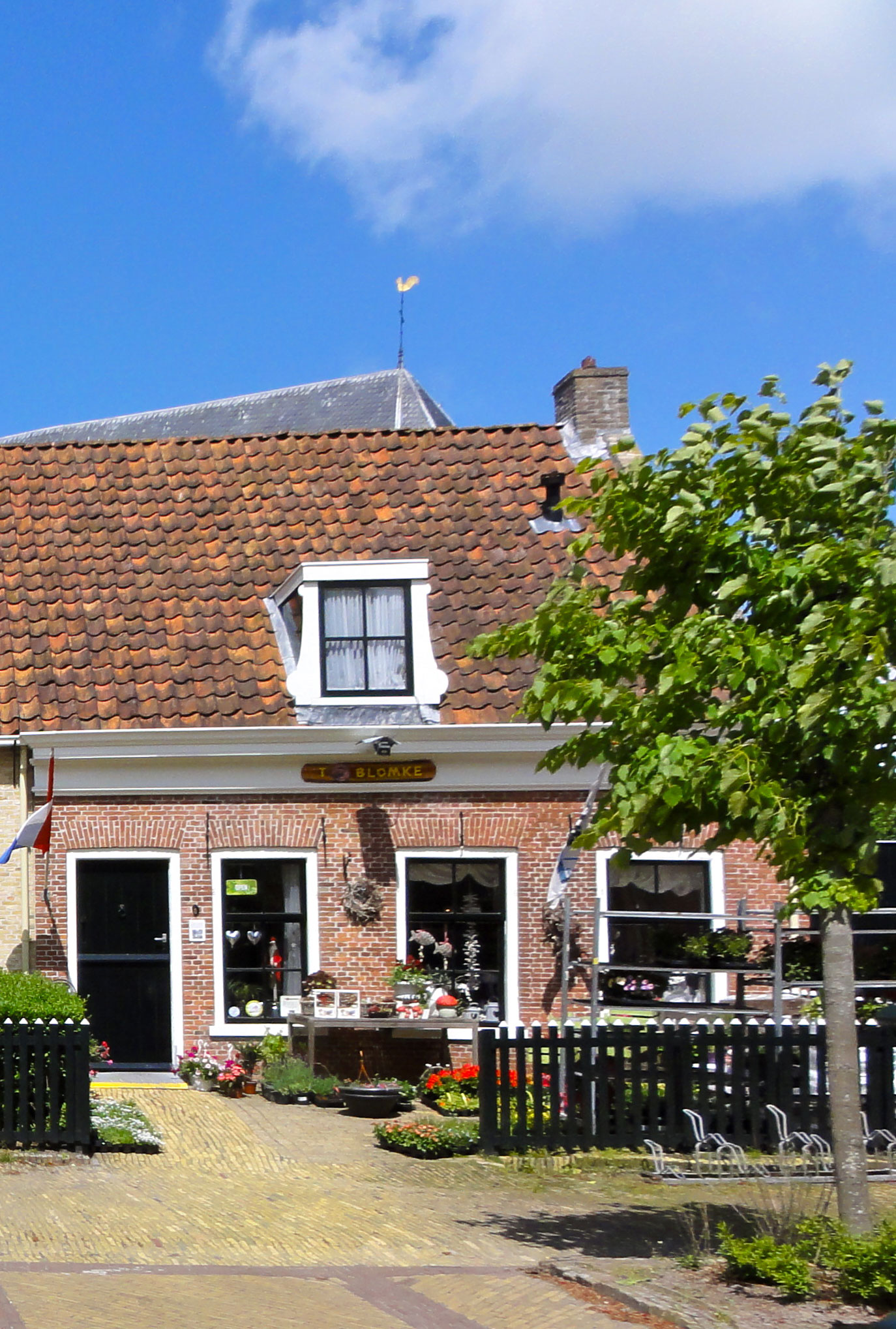
It Winkeltsje
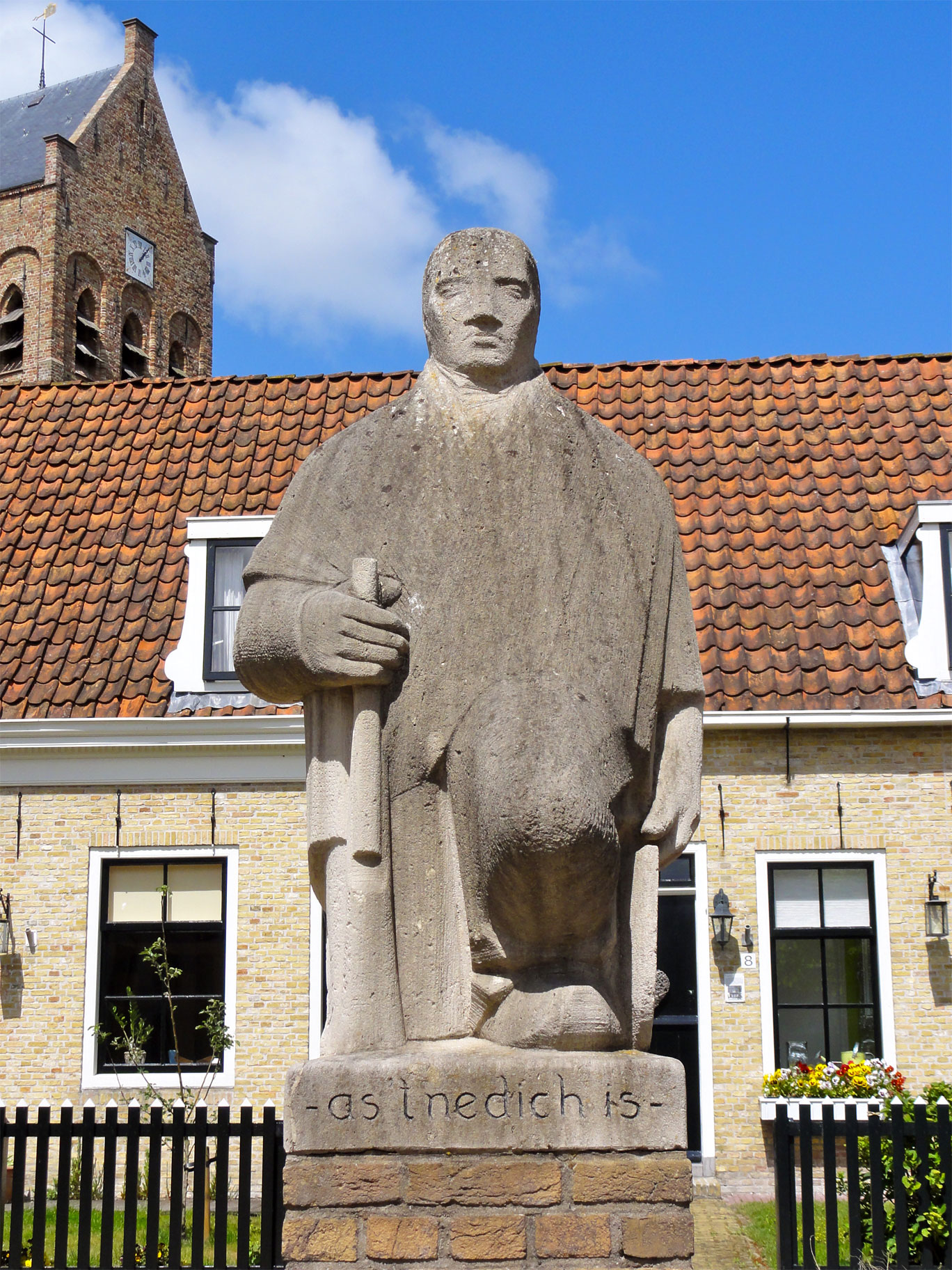
Oorlogsmonument

- Poort